# Francesco Clerico
Francesco Clerico (1755 – 1838) è stato un coreografo italiano.

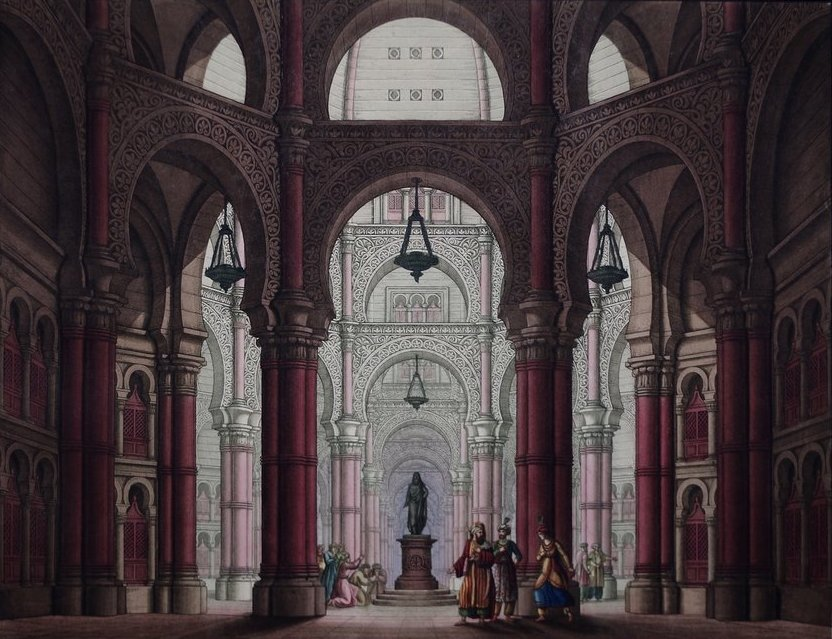
Scena di ballo tragico Maometto di Francesco Clerico (teatro alla Scala, 1822)

Fu attivo al teatro la Fenice di Venezia e, dal 1790, al teatro alla Scala di Milano; compositore di pantomime e balli comici, tra le sue più riuscite coreografie si citano Il ritorno di Agamennone (1789) e Zemira e Azor.